# Chef-Boutonne
Pour les articles homonymes, voir Chef et Boutonne (homonymie).
Chef-Boutonne est une commune située dans le département français des Deux-Sèvres, en région Nouvelle-Aquitaine. 
Le 1er janvier 2019, la commune étend son périmètre à Crézières, La Bataille et Tillou sous le statut de commune nouvelle. Elle est le chef-lieu du Canton de Chef-Boutonne et de la Communauté de communes du Cœur du Poitou qui fait aujourd'hui parti des 4 Communauté formant celle de la Communauté de communes Mellois en Poitou. Elle fut le ville de naissance de Jean-François Cail.

## Géographie
Chef-Boutonne est située au sud du département des Deux-Sèvres à 80 km de Poitiers, 100 km de La Rochelle, 40 km de Niort et à 60 km d’Angoulême, dans une région de plaine qui correspond au Mellois.
L'altitude s'élève de 72 m au bord de la Boutonne en aval de Lusseau à 140 m au Maboué.
Du bocage subsiste principalement au sud de la commune. Les champs ouverts dominent au nord sur un relief entrecoupé par des vallées sèches.

### Climat
Pour des articles plus généraux, voir Climat de la Nouvelle-Aquitaine et Climat des Deux-Sèvres.
Historiquement, la commune est exposée à un climat océanique du nord-ouest.  
En 2020, Météo-France publie une typologie des climats de la France métropolitaine dans laquelle la commune est exposée à un climat océanique et est dans la région climatique  Poitou-Charentes, caractérisée par un bon ensoleillement, particulièrement en été et des vents modérés.
Pour la période 1971-2000, la température annuelle moyenne est de 12,1 °C, avec une amplitude thermique annuelle de 14,9 °C. Le cumul annuel moyen de précipitations est de 895 mm, avec 12,4 jours de précipitations en janvier et 7,1 jours en juillet. Pour la période 1991-2020, la température moyenne annuelle observée sur la station météorologique la plus proche, située sur la commune de Valdelaume à 6 km à vol d'oiseau, est de 12,8 °C et le cumul annuel moyen de précipitations est de 854,2 mm,. Pour l'avenir, les paramètres climatiques de la commune estimés pour 2050 selon différents scénarios d’émission de gaz à effet de serre sont consultables sur un site dédié publié par Météo-France en novembre 2022.

## Urbanisme

### Typologie
Au 1er janvier 2024, Chef-Boutonne est catégorisée commune rurale à habitat dispersé, selon la nouvelle grille communale de densité à sept niveaux définie par l'Insee en 2022.
Elle appartient à l'unité urbaine de Chef-Boutonne, une unité urbaine monocommunale constituant une ville isolée,. La commune est en outre hors attraction des villes,.

### Risques majeurs
Le territoire de la commune de Chef-Boutonne est vulnérable à différents aléas naturels : météorologiques (tempête, orage, neige, grand froid, canicule ou sécheresse), inondations, mouvements de terrains et séisme (sismicité modérée). Il est également exposé à un risque technologique, le transport de matières dangereuses. Un site publié par le BRGM permet d'évaluer simplement et rapidement les risques d'un bien localisé soit par son adresse soit par le numéro de sa parcelle.

#### Risques naturels
Certaines parties du territoire communal sont susceptibles d’être affectées par le risque d’inondation par débordement de cours d'eau, notamment la Boutonne. La commune a été reconnue en état de catastrophe naturelle au titre des dommages causés par les inondations et coulées de boue survenues en 1982, 1983, 1999 et 2010,.

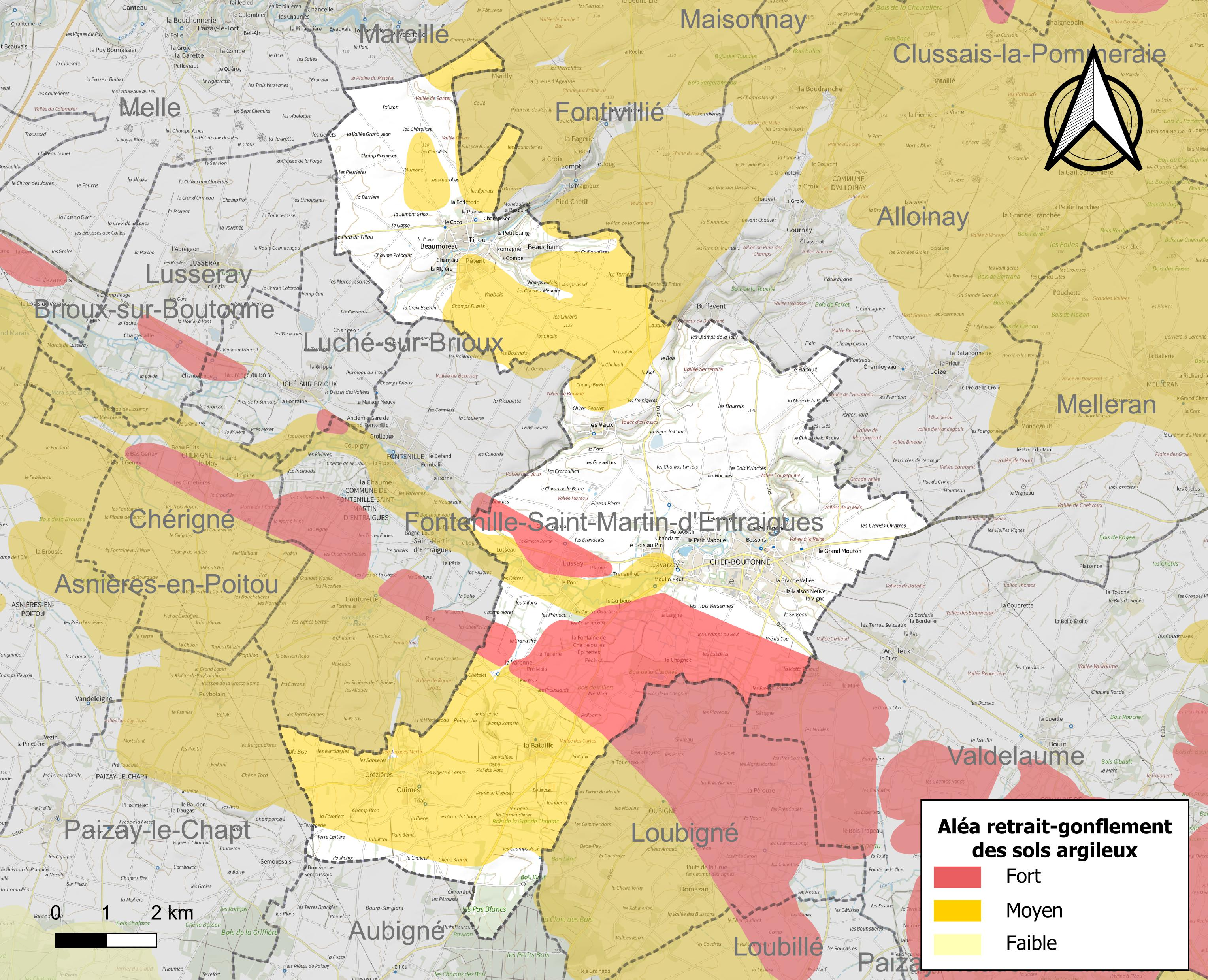
Carte des zones d'aléa retrait-gonflement des sols argileux de Chef-Boutonne.

Les mouvements de terrains susceptibles de se produire sur la commune sont des tassements différentiels. Le retrait-gonflement des sols argileux est susceptible d'engendrer des dommages importants aux bâtiments en cas d’alternance de périodes de sécheresse et de pluie. 47,8 % de la superficie communale est en aléa moyen ou fort (54,9 % au niveau départemental et 48,5 % au niveau national). Depuis le 1er octobre 2020, en application de la loi ELAN, différentes contraintes s'imposent aux vendeurs, maîtres d'ouvrages ou constructeurs de biens situés dans une zone classée en aléa moyen ou fort,.
La commune a été reconnue en état de catastrophe naturelle au titre des dommages causés par la sécheresse en 2005 et par des mouvements de terrain en 1999 et 2010.

## Toponymie
Les premières attestations de son nom sont Caput Vultone avant 1070 et Caput Vultunne vers 1080.

En poitevin, son nom est Ch' Boutoune [ʃˀ butu:n],.
La commune doit son nom à la rivière la Boutonne, qui prend sa source au cœur de la ville, sous le lavoir de la rue de la Fontaine, d'où le nom de chef pour la tête (source) de la Boutonne.

## Histoire
Chef-Boutonne est un chef-lieu de canton connu pour la célébrité nationale de deux personnages : Chrétien Guillaume de Lamoignon de Malesherbes, défenseur malheureux de Louis XVI, et plus près de nous, Jean-François Cail, qui fut, au XIXe siècle, l'équivalent de ce que représentent actuellement les industriels Dassault ou Bouygues. Le premier a laissé son nom à la place créée sur les ruines de l'ancien château féodal, au lieu-dit la Plaine, le second à la principale place au centre du bourg.

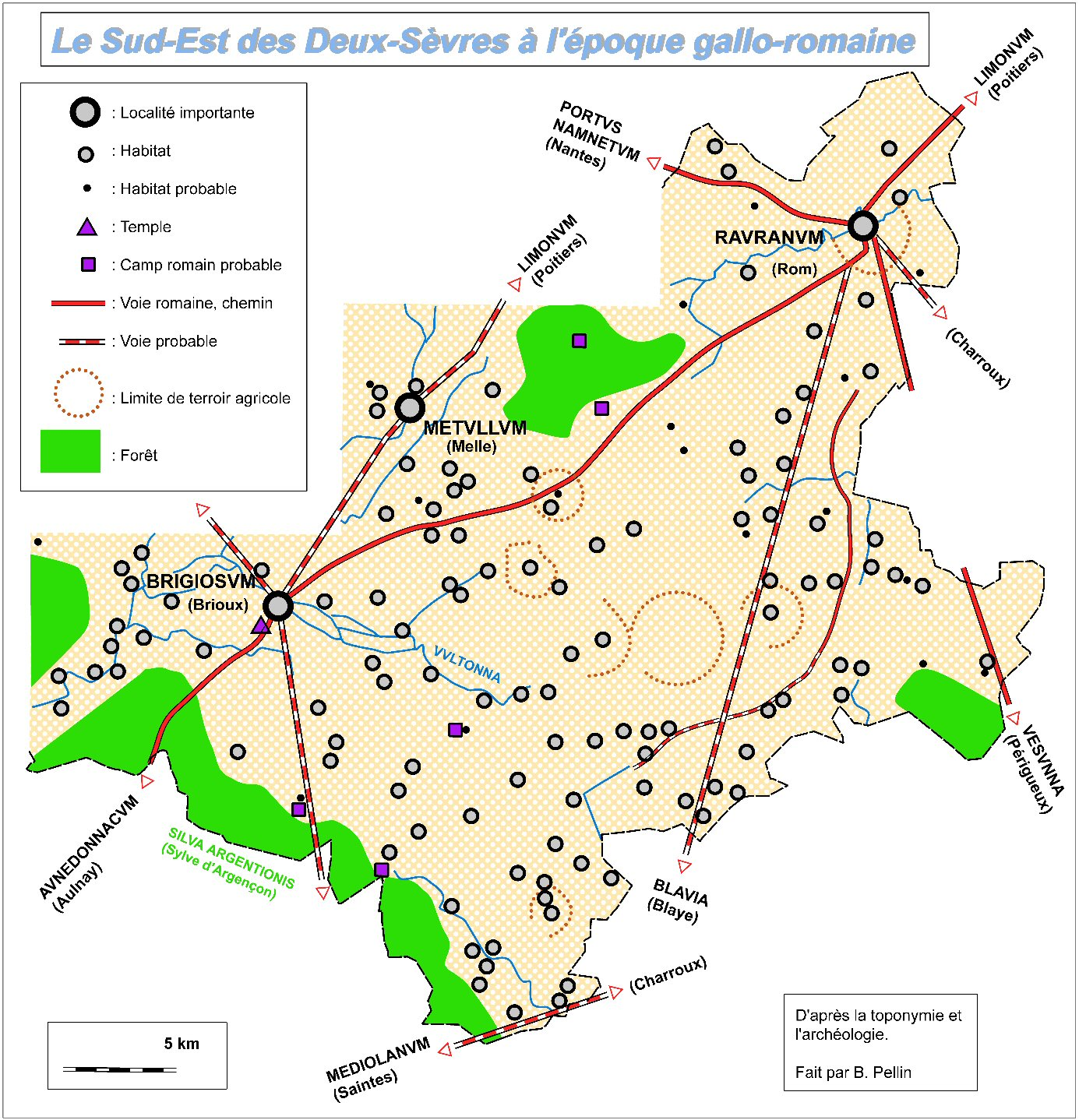
Carte du Sud-Est des Deux-Sèvres à l'époque gallo-romaine d'après la toponymie et l'archéologie.

Javarzay, dont le nom est d'origine gallo-romaine, a constitué l'habitat principal à l'origine, on a retrouvé dans son sous-sol des vestiges antiques ; toutefois, les tumuli au Champ des Chirons (rue du Pont-Supérieur, fouillé par Henri Beauchet-Filleau) indique que Chef-Boutonne a pu exister dès cette époque,.
En 1061, Guillaume VIII d'Aquitaine partit du château fort de Chef-Boutonne pour attaquer Foulque le Réchin, comte d'Anjou, campé à La Bataille.

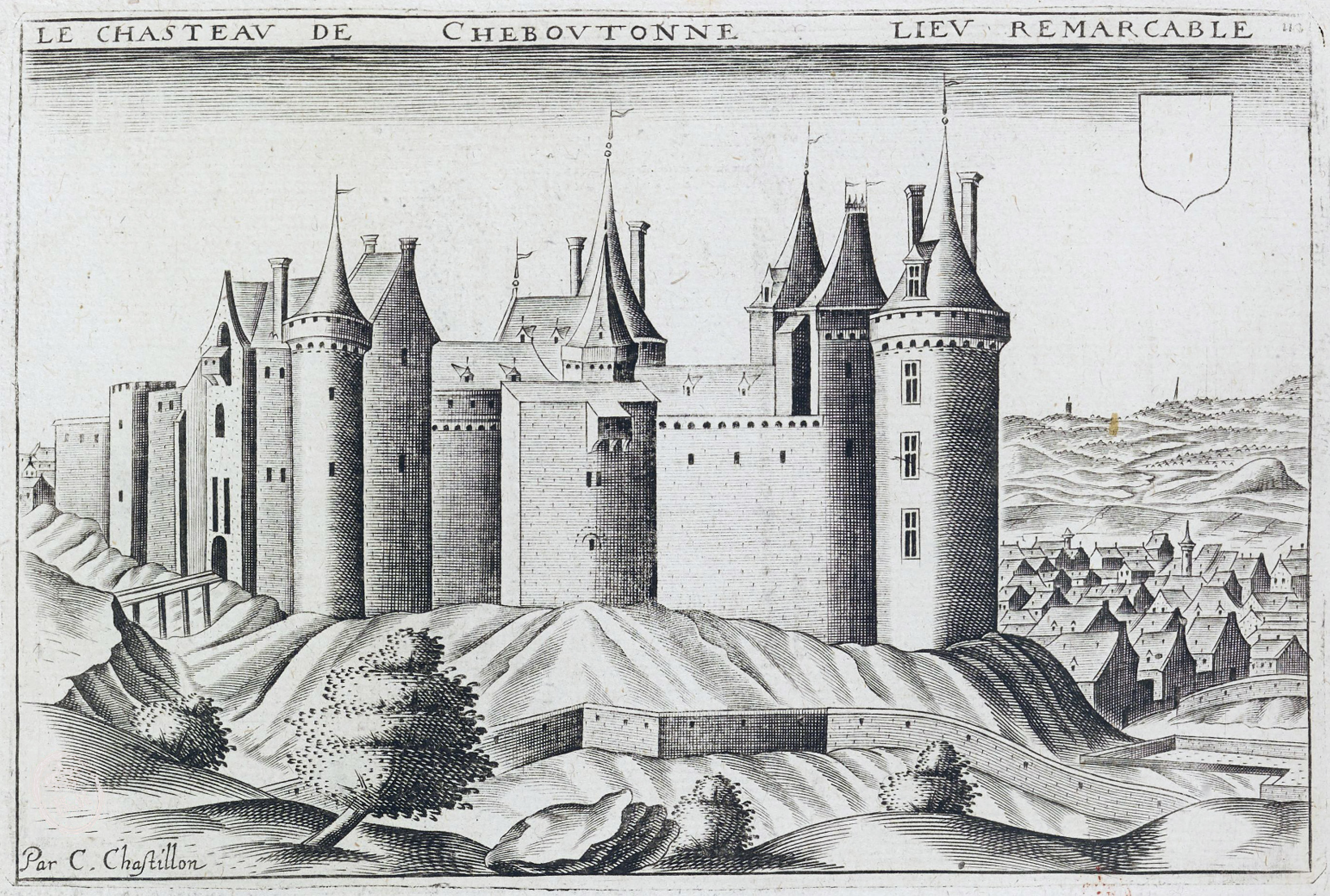
Le château fort de Chef-Boutonne dessiné par C. Chastillon en 1610.

Il ne reste que quelques vestiges de l'ancien château fort de Chef-Boutonne, qui a été démoli au début de la Révolution, les deux dernières tours rasées en 1813 ; mais ce château fort paraît extrêmement imposant sur une gravure de Chastillon au XVIe siècle. Le château de Javarzay construit vers 1513, 1514 est en partie conservé.
Le premier seigneur connu de Chef-Boutonne s'appelle Pons II, prince de Mortagne et vicomte d'Au(l)nay, époux de Claire de Lusignan des Marais-Lezay (fille de Jean Ier des Marais ; fils d'Hugues des Marais ; fils puîné de Simon II de Lezay ; fils de Simon Ier le Brun de Lezay ; lui-même fils cadet d'Hugues VII de Lusignan), qui vécut au XIVe siècle.
La succession des Mortagne d'Aunay passe au XVe aux Montberon de Maulévrier (par les Clermont : Louise de Clermont, avec une alliance Périgord x Matha et Didonne ; voir le chemin généalogique aux articles consacrés au maréchal Jacques de Montberon (vers 1350-1422) et à la ville de Montbron > Histoire ; géographiquement Chef-Boutonne est proche d'Aulnay, et aussi de Matha).
François Ier de Montberon, fils cadet du maréchal Jacques, a pour fille Marie de Montberon, dame de Chef-Boutonne († ap. 1468) qui épouse en 1439/1440 (elle est sa 3e épouse) Jean V ou VI Malet de Graville (né vers 1390-† vers 1449/1456 ; grand-père de l'amiral Louis). Leur fille Marie Malet de Graville (certains la présentent comme la fille de Jean VI ou VII Malet de Graville, donc comme la petite-fille de Jean V-VI et de sa 2e épouse Jacqueline de Montaigu ; dans cette hypothèse, Jean VI-VII aurait hérité de sa belle-mère Marie de Montberon dont le mariage avec Jean V-VI serait resté stérile ?) marie vers 1484 Antoine de Beaumont-Bressuire de Bury (vers 1455-1511).
Leur fille Jeanne de Beaumont-Bressuire (née en 1485) transmet à son mari Germain de Bonneval (1471-1525 ; épousé en 1505 ; fils d'Antoine de Bonneval et de Marguerite de Foix-Grailly), et leur fille Renée-Anne de Bonneval à son époux Jean Ier de Gontaut-Biron (vers 1502-1557 ; épousé en 1519) : Parents du maréchal Armand (1524-1592), lui-même père de nombreux enfants dont le maréchal Charles (1562-décapité en 1602), de Jean II de Biron († 1636) et d'Armand de Gontaut (deux sires de St-Blancard et de Chef-Boutonne), et de Claude de Gontaut-Biron (1580-1617), femme en 1600 de Charles de La Rochefoucauld de Roye, comte de Roucy (1560-1605).
Chef-Boutonne passe à Jean-Charles de Gontaut de St-Blancard († 1688 ; fils d'Armand de Gontaut), puis à la descendance de Claude de Gontaut et Charles de La Rochefoucauld-Roye : d'abord leur fils François II de La Rochefoucauld, comte de Roucy (1603-1680 ; en 1655, il achète Javarzay, sis à Chef-Boutonne), père de Frédéric-Charles de La Rochefoucauld (vers 1633-1690). Puis la fille du comte Frédéric-Charles, Éléonore-Christine de La Rochefoucauld, Mlle de Chef-Boutonne (1681-1708), épouse en 1697 Jérôme Phélypeaux de Pontchartrain (1674-1747) : en 1712, ils acquièrent Javarzay et Chef-Boutonne, baronnie érigée en marquisat en 1714 et dont leur fils cadet Paul-Jérôme Phélypeaux (1703-1775 ; frère de Maurepas, les deux sans postérité) héritera.
Paul-Jérôme Phélypeaux sera le dernier seigneur héréditaire de Chef-Boutonne, car en 1729 Chef-Boutonne et Javarzay sont cédés à Anne-Elisabeth Roujault (1692-1734), fille de Nicolas Roujault et femme du chancelier Guillaume de Lamoignon (1683-1772). Leur fils Chrétien-Guillaume de Lamoignon de Malesherbes (1721-† guillotiné le 22 avril 1794), hérite de la terre de Chef-Boutonne, avec Javarzay : dernier marquis de Chef-Boutonne, il affronte la Révolution où il sera l'un des avocats de Louis XVI au procès du roi, avant de périr lui-même sur l'échafaud.
L'église paroissiale de Chef-Boutonne, Saint-Barnabé, a disparu au cours des guerres de religion ; la chapelle du château accueillit une partie des fidèle puis, démolie en 1824, elle fut remplacée par l'église actuelle deux ans plus tard. La religion protestante calviniste ou réformée, cessa d'être célébrée dans la commune en 1685. L'église romane de Javarzay, bâtie au XIIe siècle, possédait 115 reliques. Elle fut en partie détruite en 1567, puis reconstruite au XVIe siècle.
Dans les registres paroissiaux de Javarzay, Chef-Boutonne est encore qualifié de hameau en 1674, pourtant elle atteint 1 280 habitants en 1714,. Quant à Lussay, la population de la commune était de 165 habitants en 1793, 130 habitants en 1796 et 167 habitants en 1800.
Chef-Boutonne, Javarzay et Lussay formant chacune une paroisse, elles devinrent des communes distinctes en 1789. Dès 1790, la commune de Javarzay fut rattachée à Chef-Boutonne, Lussay en fit de même en 1829 ou 1830.
En 1714, 12 foires se tenaient dans la ville. Une faïencerie, fondée vers 1778, fonctionna au moins jusqu'en 1810. La fabrication des textiles disparut au XIXe siècle. Une filature de Javarzay brûla en 1859. En 1800, il y avait sept tanneries, toutes avaient cessé leur activité cinquante ans plus tard.
La gare, dont le bâtiment subsiste, était desservie par deux lignes, actuellement disparues :
- la ligne Niort à Ruffec à voie normale gérée par les Chemins de Fer de l'État (puis la SNCF à partir de 1937) ;
- la ligne à voie métrique de Saint-Saviol à Saint-Jean-d'Angély (1896-1951) de la Compagnie de chemins de fer départementaux (Réseau des Charentes et Deux-Sèvres).

Riche d'une vie associative abondante et diversifiée, la commune connaît depuis quelques années le renom d'un tournoi international de tennis de table. En effet de nombreux joueurs classés dans le top 100 mondial y participent. La 9e édition d'un tel tournoi a eu lieu en 2011.
Le 1er janvier 2019, la commune étend son périmètre à Crézières, La Bataille et Tillou sous le régime de la commune nouvelle (arrêté préfectoral du 9 septembre 2018).

## Politique et administration

### Communes déléguées
| Nom                   | Code Insee | Intercommunalité     | Superficie (km2) | Population (dernière pop. légale) | Densité (hab./km2) |
| --------------------- | ---------- | -------------------- | ---------------- | --------------------------------- | ------------------ |
| Chef-Boutonne (siège) | 79083      | CC Mellois en Poitou | 40,38            | 2 387 (2022)                      | 59                 |
| La Bataille           | 79027      | CC Mellois en Poitou | 6,28             | 84 (2016)                         | 13                 |
| Crézières             | 79107      | CC Mellois en Poitou | 4,25             | 41 (2016)                         | 9,6                |
| Tillou                | 79330      | CC Mellois en Poitou | 10,04            | 335 (2016)                        | 33                 |

### Liste des maires
| Période                                  | Période                  | Identité             | Étiquette | Qualité                                                                        |
| ---------------------------------------- | ------------------------ | -------------------- | --------- | ------------------------------------------------------------------------------ |
| Les données manquantes sont à compléter. |                          |                      |           |                                                                                |
| mai 1945                                 | octobre 1947             | Alexandre Rémondière | DVG       | Conseiller général du canton de Chef-Boutonne (1945 → 1951)                    |
| octobre 1947                             | mars 1971                | Louis Doignon        | SFIO      | Haut fonctionnaire Conseiller général du canton de Chef-Boutonne (1951 → 1958) |
| mars 1971                                | mars 1989                | Jacques Courivaud    |           |                                                                                |
| mars 1989                                | mars 2001                | Robert Micheau       | PS        | Conseiller général du canton de Chef-Boutonne (1988 → 1994)                    |
| mars 2001                                | octobre 2004 (démission) | Francis Delage       |           |                                                                                |
| octobre 2004                             | décembre 2018            | Fabrice Michelet     | DVD       | Agent immobilier Président de la CC Mellois en Poitou (2018 →)                 |

| Période      | Période  | Identité         | Étiquette | Qualité |
| ------------ | -------- | ---------------- | --------- | --- |
| janvier 2019 | En cours | Fabrice Michelet | DVD       | Agent immobilier Président de la CC Mellois en Poitou (2018 →) Élu maire de la commune nouvelle pour le mandat 2019-2020 Réélu pour le mandat 2020-2026 |

### Politique environnementale
Dans son palmarès 2024, le Conseil national de villes et villages fleuris de France a attribué trois fleurs à la commune.

## Population et société

### Évolution démographique de la commune déléguée
L'évolution du nombre d'habitants est connue à travers les recensements de la population effectués dans la commune depuis 1793. Pour les communes de moins de 10 000 habitants, une enquête de recensement portant sur toute la population est réalisée tous les cinq ans, les populations de référence des années intermédiaires étant quant à elles estimées par interpolation ou extrapolation. Pour la commune, le premier recensement exhaustif entrant dans le cadre du nouveau dispositif a été réalisé en 2005.

En 2022, la commune comptait 2 387 habitants, en évolution de −7,59 % par rapport à 2016 (Deux-Sèvres : +0,18 %, France hors Mayotte : +2,11 %).
| 1793  | 1800  | 1806  | 1821  | 1831  | 1836  | 1841  | 1846  | 1851  |
| ----- | ----- | ----- | ----- | ----- | ----- | ----- | ----- | ----- |
| 1 529 | 1 422 | 1 614 | 1 933 | 2 079 | 2 260 | 2 366 | 2 296 | 2 376 |

| 1856  | 1861  | 1866  | 1872  | 1876  | 1881  | 1886  | 1891  | 1896  |
| ----- | ----- | ----- | ----- | ----- | ----- | ----- | ----- | ----- |
| 2 232 | 2 341 | 2 401 | 2 311 | 2 346 | 2 273 | 2 504 | 2 211 | 2 139 |

| 1901  | 1906  | 1911  | 1921  | 1926  | 1931  | 1936  | 1946  | 1954  |
| ----- | ----- | ----- | ----- | ----- | ----- | ----- | ----- | ----- |
| 2 102 | 2 104 | 2 170 | 2 005 | 2 036 | 2 029 | 2 157 | 2 088 | 2 131 |

| 1962  | 1968  | 1975  | 1982  | 1990  | 1999  | 2005  | 2006  | 2010  |
| ----- | ----- | ----- | ----- | ----- | ----- | ----- | ----- | ----- |
| 2 150 | 2 218 | 2 394 | 2 387 | 2 288 | 2 218 | 2 193 | 2 217 | 2 126 |

| 2015  | 2020  | 2022  | - | - | - | - | - | - |
| ----- | ----- | ----- | - | - | - | - | - | - |
| 2 137 | 2 407 | 2 387 | - | - | - | - | - | - |

### Économie locale
La ville est le siège de l'entreprise Rullier bois, société de négoce de bois et de matériaux de construction.

## Culture locale et patrimoine

### Lieux et monuments

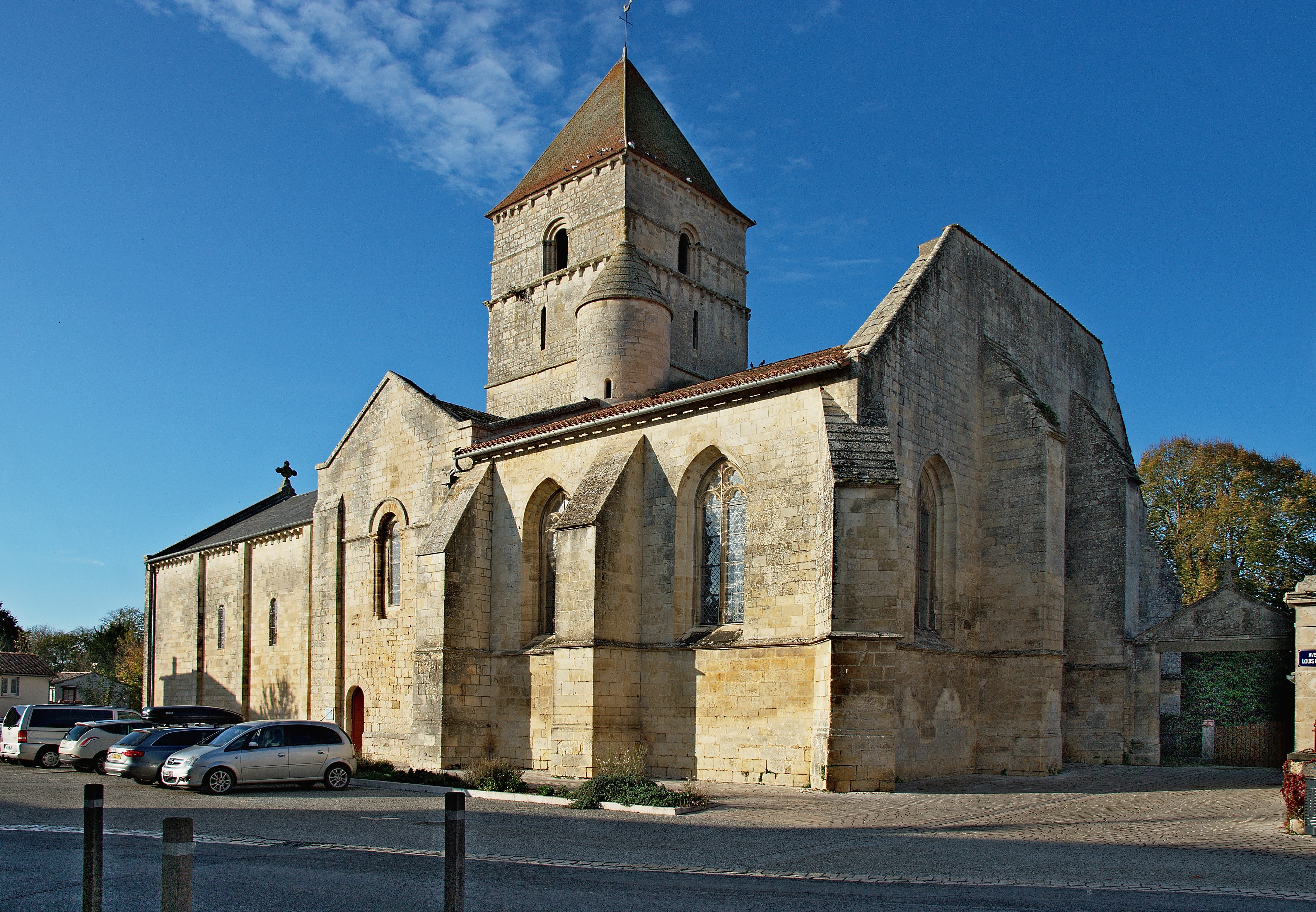
L'église Saint-Chartier de Javarzay

- L'église romane Saint-Chartier, qui a fait partie de la première liste des bâtiments classés monuments historiques en 1840 ;
- Église Notre-Dame de Chef-Boutonne ;
- Le château de Javarzay (XVIe siècle), classé monument historique, et qui abrite le musée de l'architecture et du patrimoine ;
- L'ancienne rue du château devenue avenue des fils Fouquaud qui rappelle qu'ils furent fusillés par les Allemands en 1944.
- L'avenue Louis-Proust rappelle que ce jeune résistant fut fusillé à l'âge de seize ans et demi. Cette "avenue" part de l’ancienne place du Marché où il y eut des halles démolies en 1787.
- À Chef-Boutonne les dénominations officielles ne font pas de différences entre une avenue et une rue. Ainsi l'avenue Louis-Proust est prolongée par une rue, celle de l'Hôtel-de-Ville et des Écoles, de même importance, de même largeur, dans le même alignement, formant une partie de ce qu'on appelle tout simplement et plus justement l'avenue de Javarzay et qui est une création intentionnelle en 1738.
- La Croix Perrine : le nom de cette petite place existait déjà en 1654 et il a sans doute son origine dans l'aumônerie qu'il y avait autrefois. C'était un établissement charitable accueillant les mendiants, les pèlerins au cours de leurs pérégrinations, pourvu d'une chapelle pour prier, d'un cimetière et qui naturellement devait avoir une croix. Il fut supprimé sous Louis XIV en 1696.
- La Grand'Maison attire l'attention par son architecture. Dans le fronton triangulaire qui est au-dessus de la porte on pouvait lire à l'intérieur du médaillon une inscription latine affirmant que "la crainte du Seigneur est le début de la sagesse". Elle est datée de 1567 et, comme les protestants aimaient graver des citations bibliques à l'entrée de leur demeure, on peut supposer que la "Grand'Maison" fut construite par un protestant en 1567.
- Le cinéma et la salle culturelle de Chef-Boutonne (actuelle salle Laurent Cantet et centre culturel de La Verrière), anciennement les halles couvertes ( monument datant de 1906 ).
- La source de la Boutonne ;
- L'écomusée de la Vestegaille[41].

Château et autres bâtiments
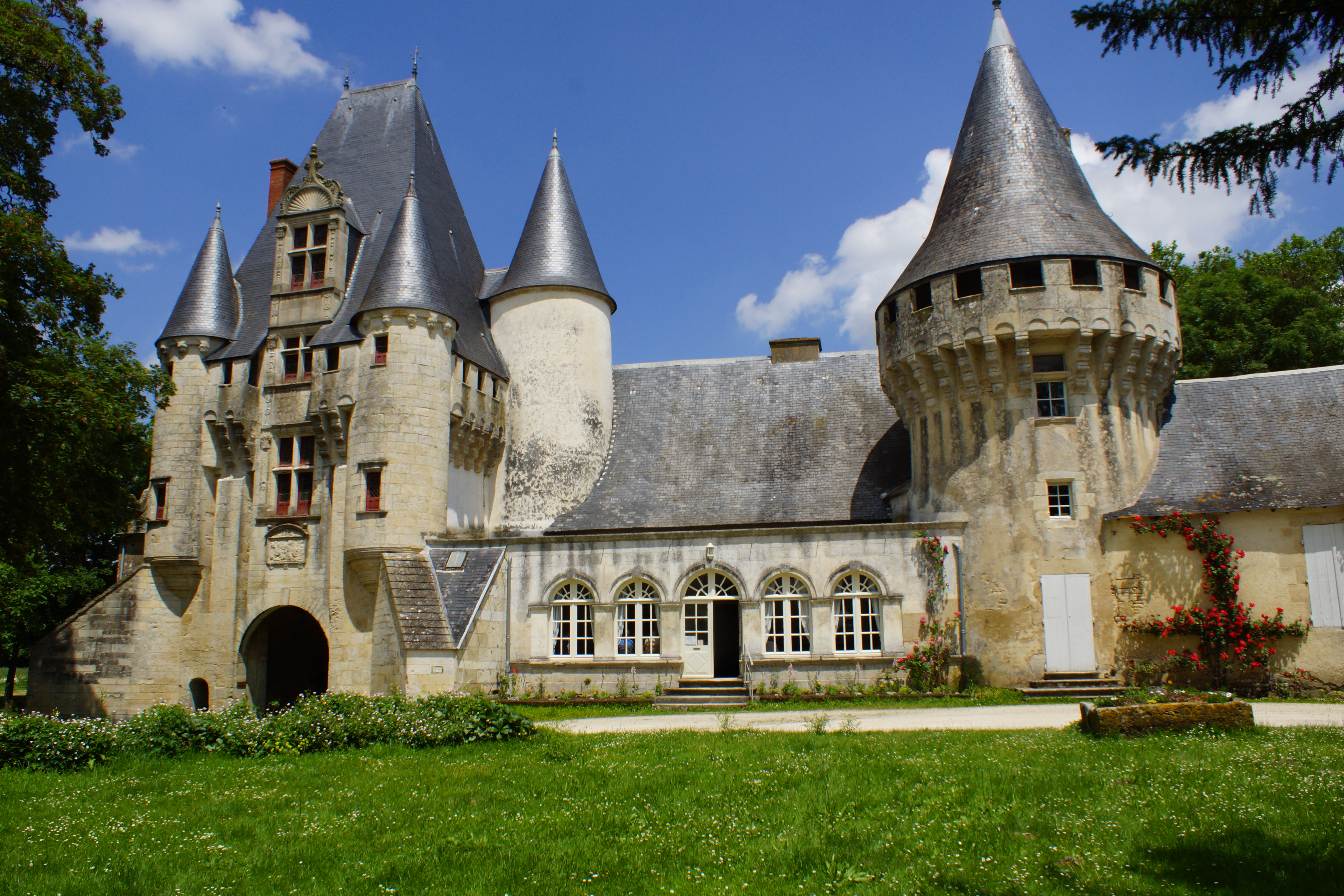
château de Javarzay
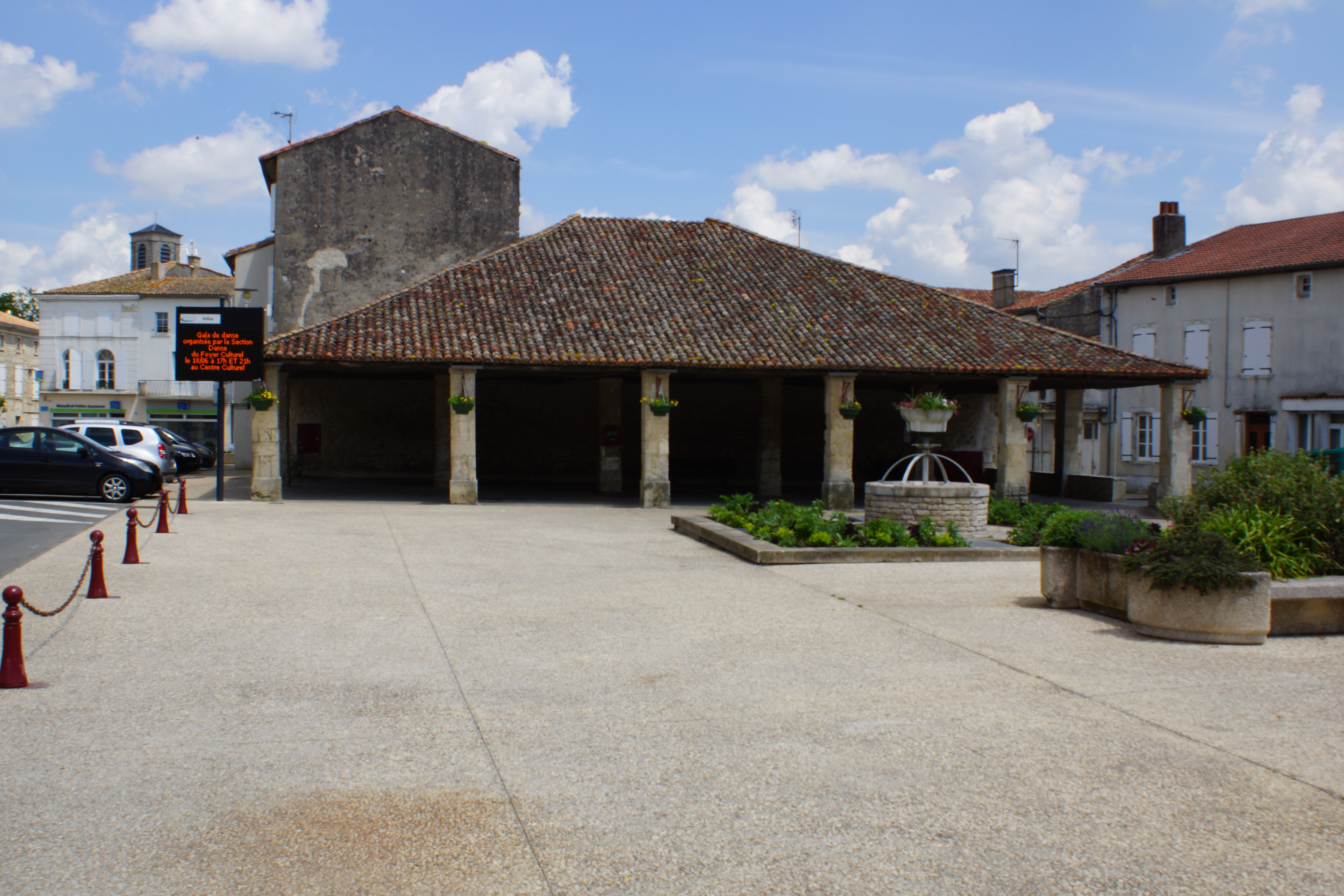
Anciennes halles.
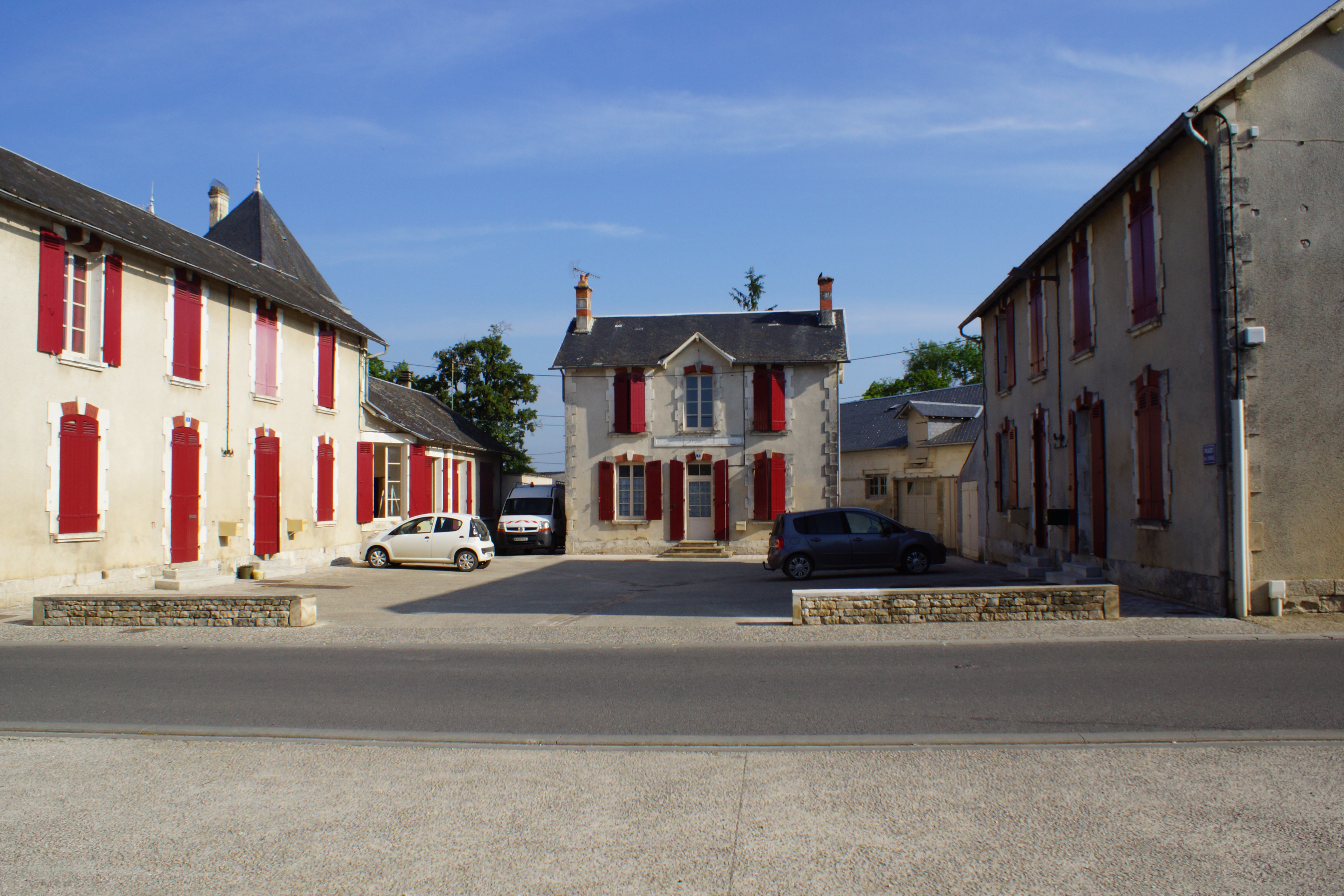
Ancienne gendarmerie.
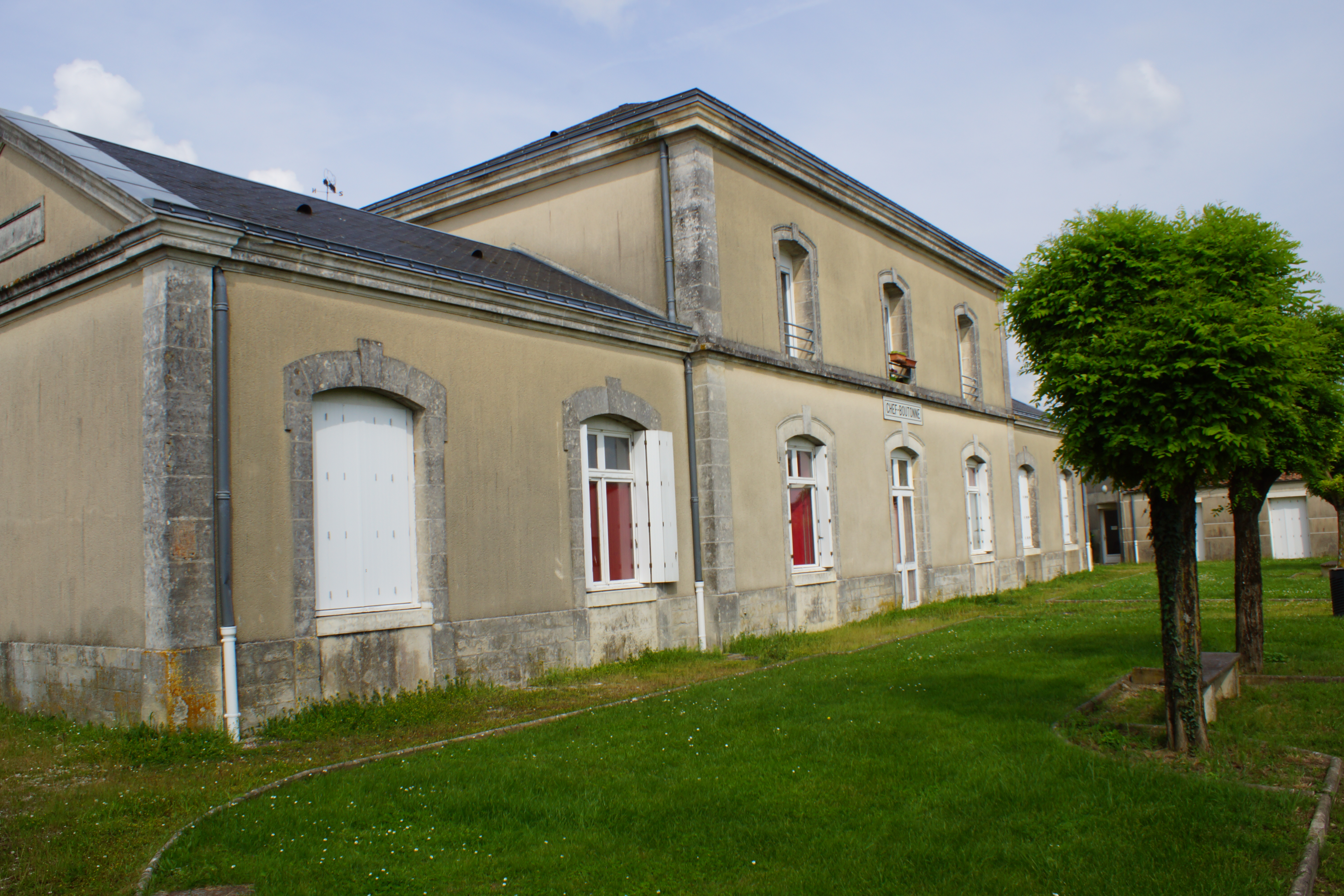
Ancienne gare.

### Personnalités liées à la commune
- Manuel Freire (1992) coureur cycliste et préparateur physique, originaire de Chef-Boutonne.
- Jacques Richard (1954) réalisateur, originaire par son père de Chef-Boutonne, a réalisé sur place deux films : "Rebelote" (1982), présenté à Cannes l'année suivante, et "L'arche de Néné" (1995) sur René Coynault, sacristain et personnalité de Chef-Boutonne. Mais aussi "Ave Maria" (1984) avec Anna Karina au château de Melzéard, canton de Melle, dont l'affiche fit un scandale retentissant auprès des catholiques intégristes de l'époque, et donc censurée d'affichage public. Il est également auteur, producteur et artiste-peintre. Son ami comédien Philippe Castelli, mais aussi Vince Taylor, Paul Gegauff et Olga George-Picot, séjournèrent souvent dans sa maison de famille à Chef-Boutonne, ainsi que Florence Rey qui fut sa compagne de 2009 à 2014. Il est le frère de Chantal Poupaud (1939-2022) attachée de presse de Marguerite Duras, productrice et réalisatrice. Et il est l'oncle de Melvil Poupaud, comédien, et de Yarol Poupaud, guitariste de Johnny Hallyday, chanteur compositeur.
- Jérôme Phélypeaux de Pontchartrain (1674-1747), homme d’État. Il acquit en 1712 la baronnie de Chef-Boutonne qui fut ensuite transformée en marquisat au profit de Paul Jérôme, un de ses fils.
- Jean-François Cail (1804-1871), entrepreneur industriel, constructeur mécanicien, né à Chef-Boutonne. La Société J.F Cail & Cie est en partie à l'origine du groupe Fives-Lille.
- Jules Chabot de Bouin (1807-1858), écrivain, romancier et auteur dramatique né et mort à Chef-Boutonne.
- Laurent Cantet (1961-2024), réalisateur et scénariste. Il vécut son enfance à Ardilleux dans le canton de Chef-Boutonne.

### Héraldique
| Blason | Blasonnement : De gueules aux cinq tours de sable posées à plomb et ordonnées en chevron |